# جاك أتكن
جاك أتكن (بالإنجليزية: Jack Atkin)‏ (1883 في المملكة المتحدة - 1964) هو لاعب كرة قدم بريطاني (وحمل سابقاً جنسية المملكة المتحدة لبريطانيا العظمى وأيرلندا) في مركز الظهير. لعب مع ديربي كاونتي.